# ジョン・シューメイト
ジョン・H・シューメイト（John H. Shumate、1952年4月6日 - 2025年2月3日）は、アメリカ合衆国の元プロバスケットボール選手、指導者。身長206cm、体重106kg。ポジションはパワーフォワード。

## 経歴
サウスカロライナ州グリーンビル出身のシューメイトはノートルダム大学に進学し、2年間で平均22.6得点11.6リバウンドを記録した。4年次にはチームをNCAAトーナメントベスト16に導き、オールアメリカ1stチームに選ばれた。ノートルダム大学はこの年にUCLAの公式戦88連勝を止める大金星をあげている。
1974年、シューメイトはNBAドラフト全体4位でフェニックス・サンズに指名されたが、肺血栓塞栓症の治療のため1975年からチームに参加した。1年目はサンズとバッファロー・ブレーブスでプレーし、リーグ1位タイのフィールドゴール成功率.561を記録してオールルーキー1stチームに選ばれた。翌1976-77シーズンにキャリアハイとなる平均15.1得点9.5リバウンドを記録した。その後はデトロイト・ピストンズ、ヒューストン・ロケッツ、サンアントニオ・スパーズ、シアトル・スーパーソニックスを渡り歩き、1980年に現役を引退した。NBAでの成績は、318試合の出場で通算3,920得点2,388リバウンド（平均12.3得点7.5リバウンド）、フィールドゴール成功率.516であった。
引退後、シューメイトは1988年から1995年まで南メソジスト大学のヘッドコーチを務め、78勝118敗（勝率.398）の戦績を残した。1993年にはチームをNCAAトーナメントに導いた。2003年にWNBAのフェニックス・マーキュリーのヘッドコーチに就任したが、リーグ最下位となる8勝26敗を喫し、1シーズンで解任された。その他、トロント・ラプターズやサンズでアシスタントコーチとして働いた。
2025年2月3日の朝に死去。72歳没。